# Jambo

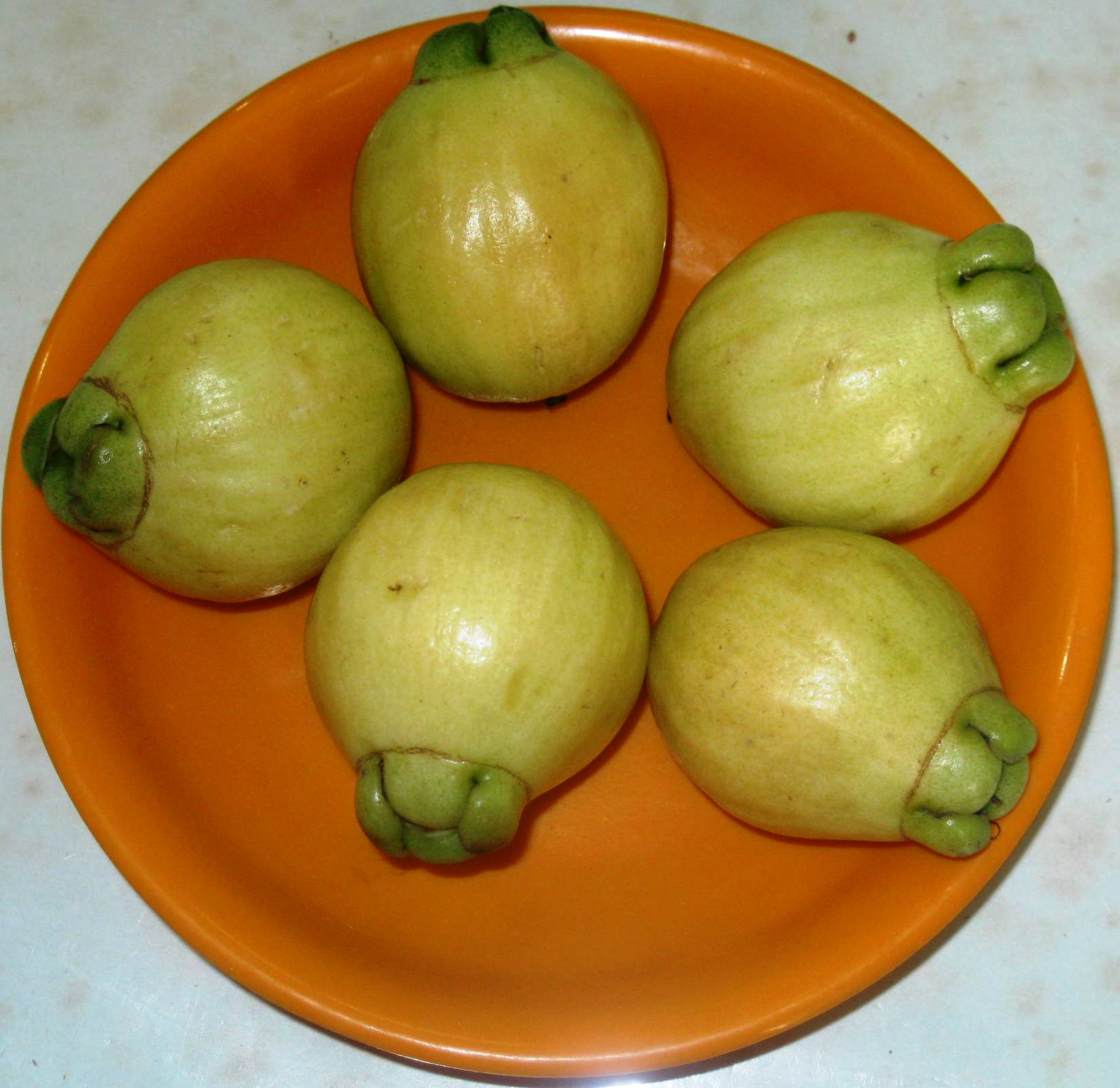
Syzygium jambos, maduros

O jambo-rosa, ou jambo, é o fruto de uma espécie de Jambeiro, Syzygium jambos (L.) Alston.
Pertence ao gênero Syzygium e à família Myrtaceae, que inclui também a goiaba, a pitanga, o jamelão, a jabuticaba e o eucalipto. São frutos piriformes (em forma de pera), com casca lisa e cerosa, rosada, esbranquiçada, amarela ou
laranja-amarelada,
polpa consistente na cor branca, e uma ou mais sementes de formato esférico. É bem conhecido como jambo-amarelo

ou jambo-amarelado.
Há três espécies principais de Syzygium cujos frutos são conhecidos como jambo, todas nativas do continente asiático:
- S. malaccense: Jambo-vermelho, com frutos vermelhos, adocicados e levemente ácidos;
- S. jambos: Jambo-branco, com frutos esbranquiçados, de sabor fraco;
- S. jambolana: Jambo-rosa, com frutos rosados, sabor semelhante ao jambo-vermelho. Também cultivado como árvore ornamental, pela profusão de flores com longos estames rosados.[carece de fontes?]

Em algumas regiões, o jamelão, fruto pequeno e negro da Syzygium cumini, é conhecido como "jambo","jambre" ou "jambolão".
O jambo é uma boa fonte de ferro, proteínas e outros minerais. Os frutos apresentam 28,2% de umidade, 0,7% de proteína, 19,7% de carboidratos, contendo entre eles vitaminas como A (beta caroteno), B1 (tiamina), B2 (riboflavina), minerais como, ferro e fósforo. Em 100g de polpa, tem 50 calorias.
Não é nativo do Brasil, mas está naturalizada, presente em diversos estados brasileiros.

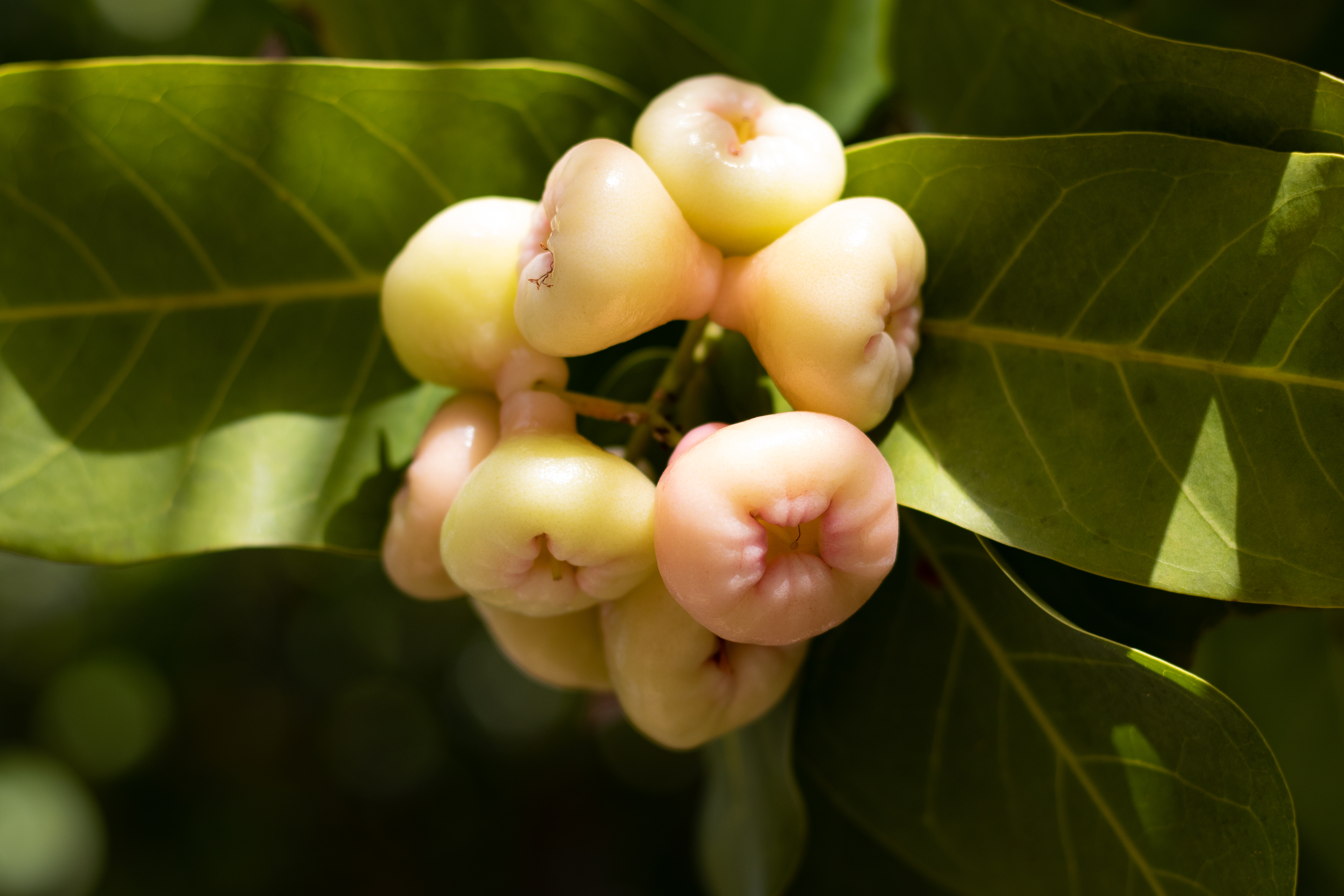
Jambo-rosa, fruto maduro
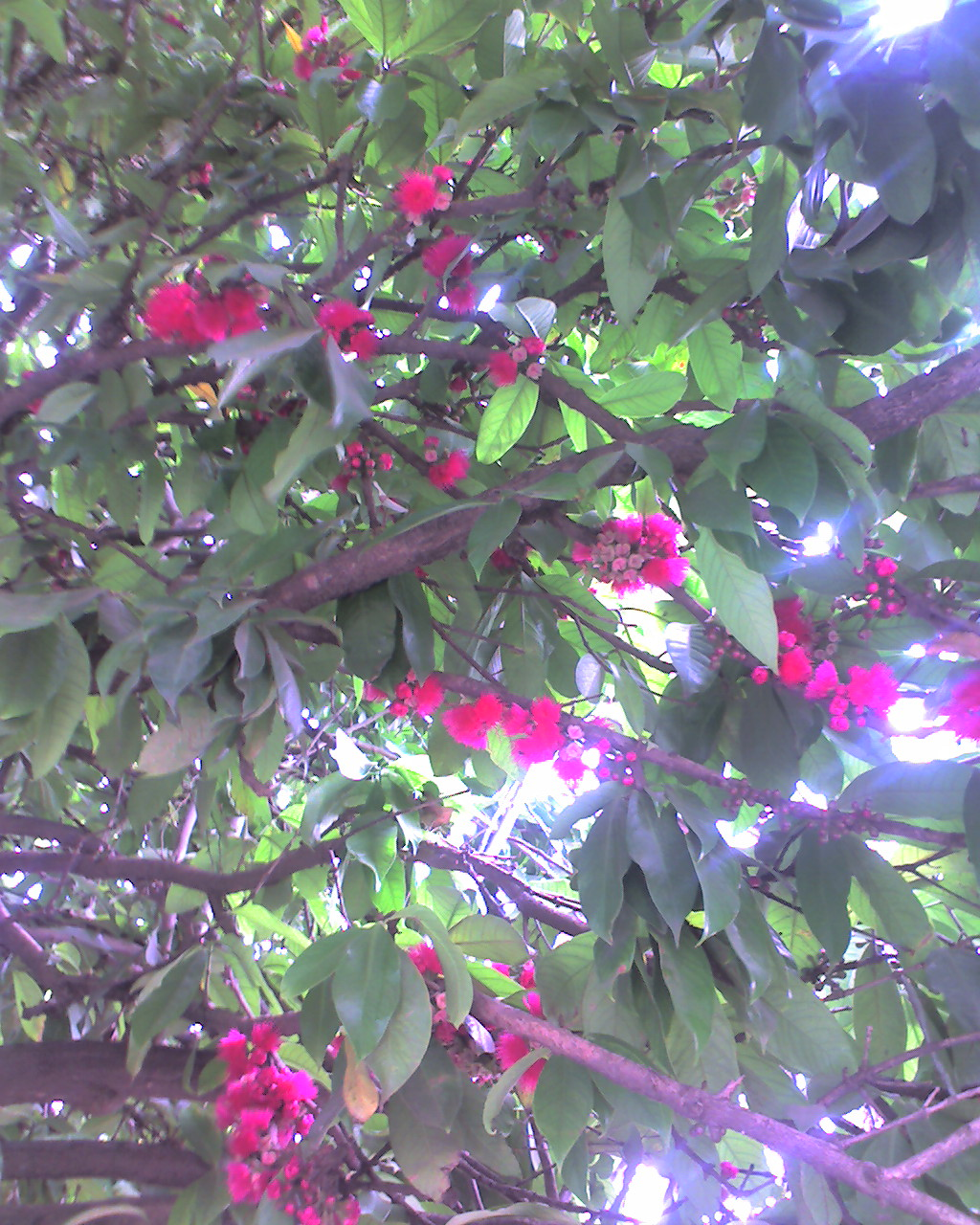
Jambeiro em floração
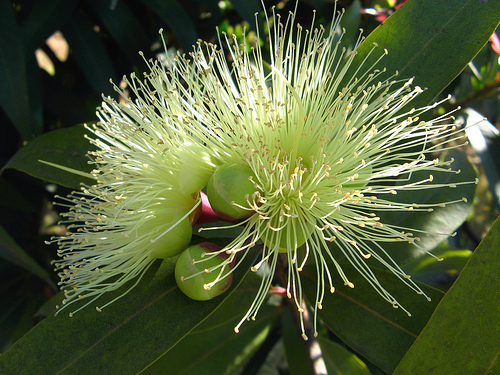
Cacho de flores de jambo-branco
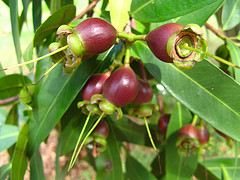
Frutos ainda imaturos de jambo-branco
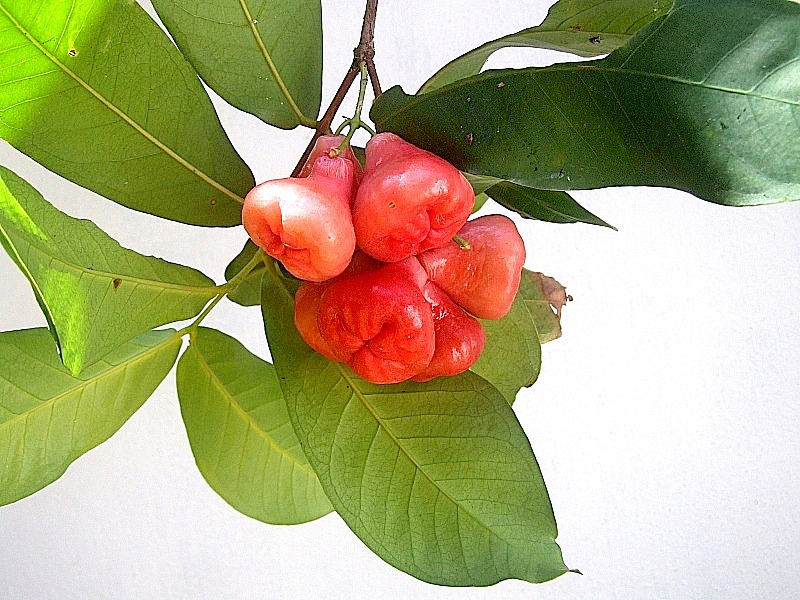
Jambo-rosa, fruto maduro
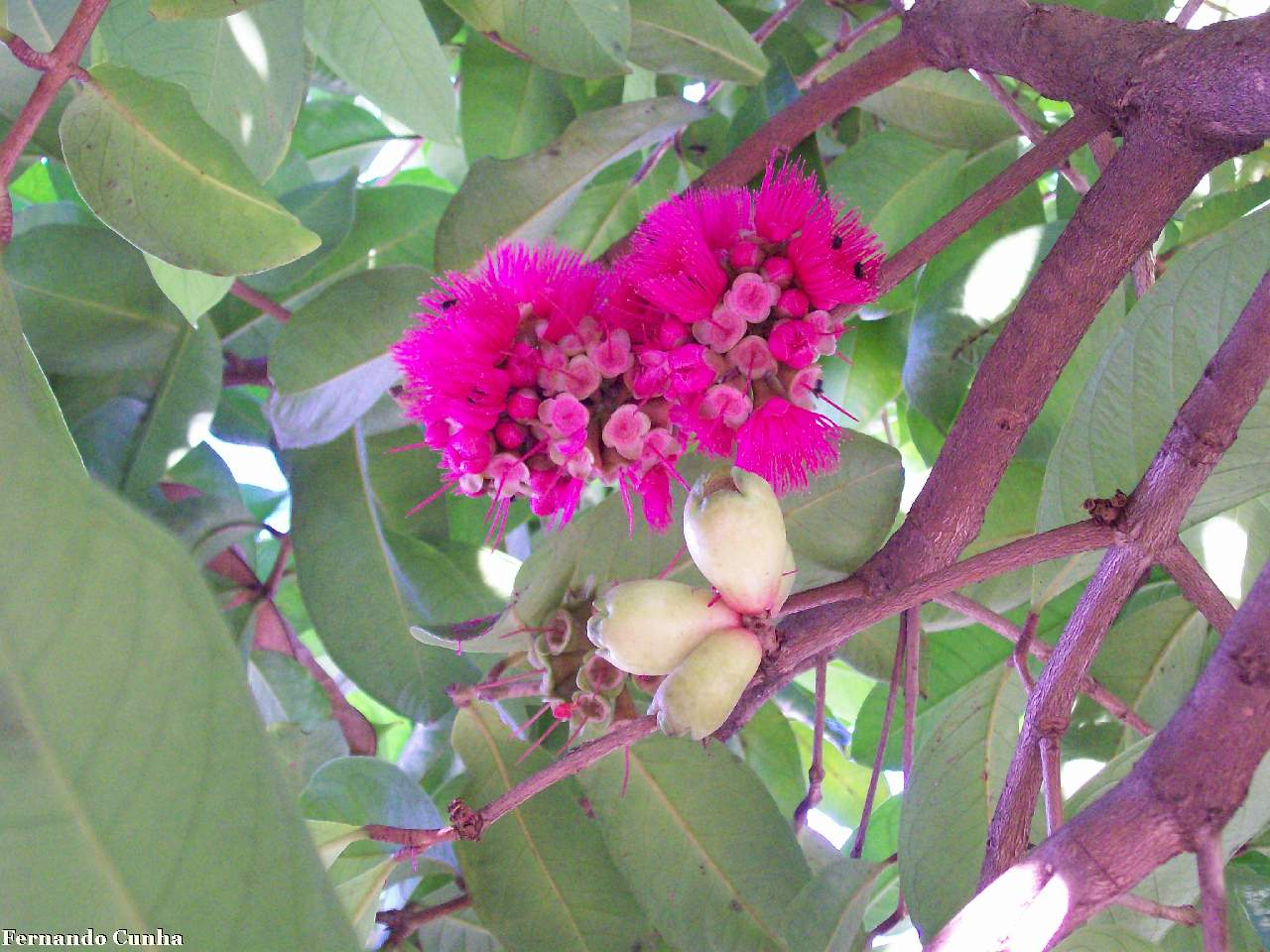
Flores e pequenos frutos de jambo.
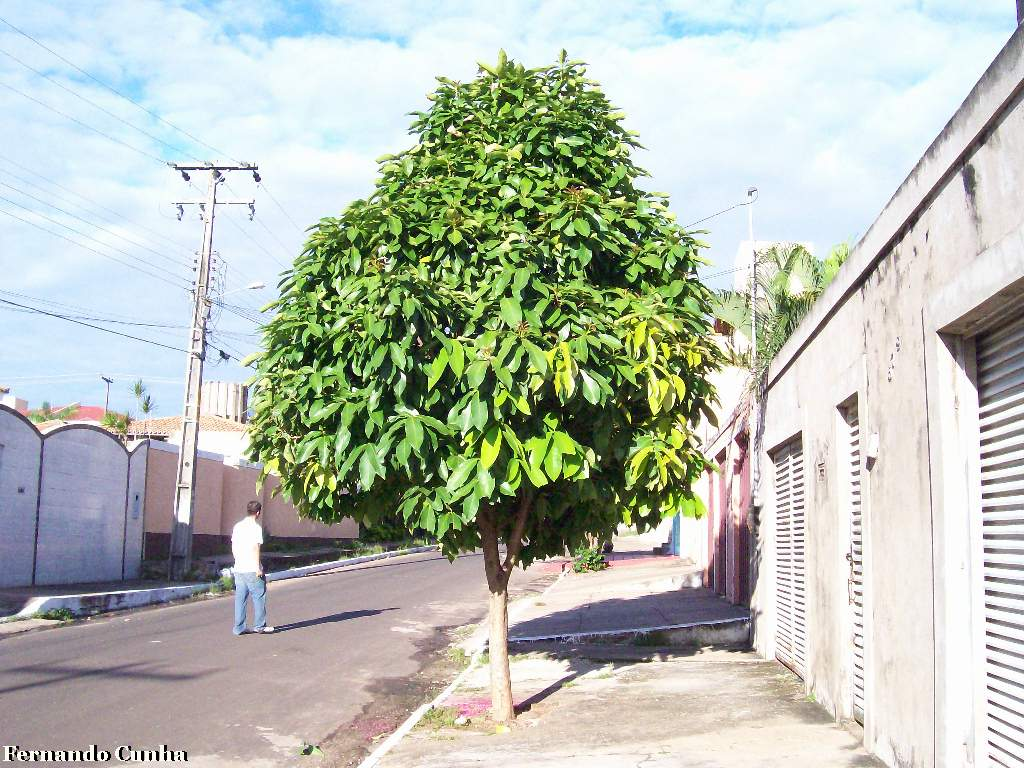
Jambeiro em uma rua de Imperatriz.

## Sinônimos:
Tem como sinônimo relevantes:
basiônimo Eugenia jambos L.
heterotípico Eugenia monantha Merr.
heterotípico Jambosa palembanica Blume
heterotípico Syzygium jambos var. linearilimbum H.T.Chang & R.H.Miao
heterotípico Syzygium merrillii Masam.
heterotípico Syzygium monanthum (Merr.) Merr. & L.M.Perry
homotípico Jambosa jambos (L.) Millsp.
homotípico Jambosa vulgaris DC.
homotípico Myrtus jambos (L.) Kunth

homotípico Plinia jambos (L.) M.Gómez